# UFC Live: Sanchez vs. Kampmann
UFC Live: Sanchez vs. Kampmann（ユーエフシー・ライブ：サンチェス・バーサス・カンプマン、別名UFC on Versus 3）は、アメリカ合衆国の総合格闘技団体「UFC」の大会の一つ。2011年3月3日、ケンタッキー州ルイビルのKFCヤム!・センターで開催された。

## 大会概要
本大会ではディエゴ・サンチェスとマルティン・カンプマンによるウェルター級ワンマッチが組まれた。
ROCミドル級王者クリス・ウェイドマン、CAGE FORCEバンタム級王者水垣偉弥、元WEC世界バンタム級王者ブライアン・ボウルズがUFCデビュー。

## 試合結果

### プレリミナリーカード
第1試合 ライトヘビー級ワンマッチ 5分3R
○  イゴール・ポクライェク vs.  トッド・ブラウン ×
1R終了時 TKO（棄権）
第2試合 ミドル級ワンマッチ 5分3R
○  ホジマール・パリャーレス vs.  デイブ・ブランチ ×
2R 1:44 ヒールフック
第3試合 ミドル級ワンマッチ 5分3R
○  ヤン・ドンイ vs.  ロブ・キモンズ ×
2R 4:47 TKO（マウントパンチ）
第4試合 バンタム級ワンマッチ 5分3R
○  水垣偉弥 vs.  ルーベン・デュラン ×
3R終了 判定2-1（30-27、27-30、29-28）
第5試合 ライト級ワンマッチ 5分3R
○  シェーン・ローラー vs.  チアゴ・タバレス ×
2R 1:28 KO（スタンドパンチ連打）

### Facebook中継カード
第6試合 ライト級ワンマッチ 5分3R
○  ダニー・カスティーリョ vs.  ジョー・スティーブンソン ×
3R終了 判定3-0（30-27、29-28、29-28）
第7試合 ライトヘビー級ワンマッチ 5分3R
○  シリル・ディアバテ vs.  スティーブ・キャントウェル ×
3R終了 判定3-0（30-27、30-25、30-26）

### メインカード
第8試合 バンタム級ワンマッチ 5分3R
○  ブライアン・ボウルズ vs.  ダマッシオ・ペイジ ×
1R 3:30 TKO（ギロチンチョーク）
第9試合 ミドル級ワンマッチ 5分3R
○  クリス・ウェイドマン vs.  アレッシオ・サカラ ×
3R終了 判定3-0（30-27、30-27、30-27）
第10試合 ミドル級ワンマッチ 5分3R
○  マーク・ムニョス vs.  CB・ダラウェイ ×
1R 0:54 KO（左フック→パウンド）
第11試合 ウェルター級ワンマッチ 5分3R
○  ディエゴ・サンチェス vs.  マルティン・カンプマン ×
3R終了 判定3-0（29-28、29-28、29-28）

### 各賞
ファイト・オブ・ザ・ナイト： ディエゴ・サンチェス vs. マルティン・カンプマン
ノックアウト・オブ・ザ・ナイト： シェーン・ローラー
サブミッション・オブ・ザ・ナイト： ブライアン・ボウルズ
ファイト・オブ・ザ・ナイトを受賞した選手に160,000ドル、ノックアウト・オブ・ザ・ナイトとサブミッション・オブ・ザ・ナイトを受賞した選手に40,000ドルがボーナスとして支給された。